# Hulín
Hulín (in tedesco Hullein) è una città della Repubblica Ceca facente parte del distretto di Kroměříž, nella regione di Zlín.